# Lê Nghi Dân
 (octobre 2018).
Si vous disposez d'ouvrages ou d'articles de référence ou si vous connaissez des sites web de qualité traitant du thème abordé ici, merci de compléter l'article en donnant les références utiles à sa vérifiabilité et en les liant à la section « Notes et références ».
Lệ Đức Hầu (octobre 1439 - 6 juin 1460), né sous le nom Lê Nghi Dân, est le quatrième empereur du Đại Việt (ancêtre du Viêt Nam) de la dynastie Lê. Il règne de 1459 à 1460.